# Evanđelje po Tomi
Evanđelje po Tomi najpoznatije je, najpomnije proučavano i najkontroverznije izvankanonsko evanđelje. Više je razloga njegove popularnosti ne samo među stručnjacima za rano kršćanstvo nego i kod šire čitalačke publike. Već samo otkriće cjelovitog teksta evanđelja 1945. godine, u kasnoantičkom krčagu punom rukopisnih knjiga (kodeksa) slučajno iskopanom kraj mjesta Nag Hammadi u Gornjem Egiptu, ima sva obilježja uzbudljive orijentalne priče u kojoj se kao glavni likovi pojavljuju egipatski felasi, lokalni antikvari i ambiciozni zapadni istraživači staroegipatskih i ranokršćanskih starina. Podjednako su dramatične i okolnosti u kojima se pripremalo prvo kritičko izdanje koptskog teksta evanđelja, objavljeno tek 1959. godine – po riječima Hansa Jonasa, jedna prava „skandalozna kronika“ moderne akademske zajednice. Međutim, najviše je kontroverzi izazvao, i još uvijek izaziva, sam tekst evanđelja koji se po formi i sadržaju dramatično razlikuje od kanonskih prikaza Isusova poslanja. 'Evanđelje po Tomi' sastoji se od kratkih Isusovih izreka lišenih prostornog i vremenskog konteksta, biografskih detalja, i pripovjedne niti. Te izreke ne donose opise Isusovih čudotvornih izlječenja ili egzorcizama, kao ni izvještaje o njegovim putovanjima i javnim propovijedima. Za razliku od novozavjetnih evanđelja i Pavlovih poslanica, one ne govore o Isusovoj muci na križu niti slave njegovo uskrsnuće kao zalog čovjekova spasenja. Kroz njih progovara jedan drugačiji Isus, više nalik na transcedentnu Mudrost iz starozavjetnih Mudrosnih izreka, čija je poruka da „Kraljevstvo Božje“ nije nešto što će doći nego je već ovdje, u božanskoj nutrini svakog čovjeka, samo što ga „ljudi ne vide“ jer su zatočeni u materijalnom tijelu. Spasenje i vječni život postižu se spoznajom ('gnosis') o božanskom podrijetlu vlastite duše, a nužan preduvjet takve spoznaje pravilno je tumačenje skrivenog smisla Isusovih izreka: „Tko nađe tumačenje ovih izreka, taj neće okusiti smrti.“
Tomino koptsko evanđelje sastoji se od 114 izreka pripisanih Isusu - od kojih su mnoge pronađene u evanđeljima, ali su neke inače nezabilježene. Ono, kao takvo, stoji donekle zasebno u odnosu na ostale tekstove iz Nag Hammadija, iako ima poveznice s nekom od njih, kao što je Evanđelje po Filipu i Pistis Sofia. Ovo evanđelje ne treba brkati s Tominim evanđeljem djetinjstva, a otkriveni dijelovi upućuju da je ono izvorno bilo napisano na grčkom. Koptski tekst, koji izgleda da odražava značajan razvoj izvornika, tvrdi da sadrži "tajne riječi" koje je izgovorio Isus a koje je zapisao apostol Toma. To spominjanje skrivene objave ukazuje na gnostički nauk, dok je Toma bio važan lik u kršćanskoj tradiciji, osobito u gnostičkim krugovima. Više značajnih spisa pripisuje se njemu. Osobito je značajan bio Sirijskoj crkvi, te je vjerojatno Sirija, gdje se kršćanstvo rano ukorijenilo, bilo dom izvornika, koji možda potječe iz 2. st. n.e.
No ima osnova da držimo kako bi barem neke izreke mogle sezati sve do 1. st. n.e., te to otvara pitanje - koje je predmet mnogih stručnih rasprava - odnosa najranijeg oblika Evanđelja po Tomi prema kanonskim evanđeljima. Evanđelje po Tomi doziva usporedbu s pretpostavljenim dokumentom "Q" (od njemačke riječi 'Quelle', "izvor"), za koji mnogi stručnjaci tvrde da su ga, zajedno s Evanđeljem po Marku, koristili autori Evanđelja po Mateju i Evanđelja po Luki. Prema brojnim stručnim rekonstrukcijama "Q", i taj je dokument bio zbirka Isusovih izreka. To može ukazivati na to da je postojalo nekoliko takvih zbirki te da su one sačinjavale ranokršćanski književni rod.
Otprilike polovica izreka iz Evanđelja po Tomi vrlo je slična izrekama u sinoptičkim evanđeljima (Matej, Marko i Luka). Mnoge od njih su zapravo istovjetne s njihovim kanonskim dvojnicima, dok druge pokazuju značajna odudaranja. Stoga je moguće da su izreke iz Evanđelja po Tomi izravno preuzete iz kanonskih evanđelja te su ih, ili više manje, točno prepisali ili su ih popravili da bi se uklopile u autorov teološki pogled.
S druge strane, mnogi će učenjaci tvrditi da je Evanđelje po Tomi neovisno o Novom zavjetu i ne samo da sadrži istinske Isusove izreke koje nisu pronađene drugdje već također zadržava neke njegove riječi u jednostavnijem i autentičnijem obliku od onih zapisanih u kanonskim evanđeljima. Toma, primjerice, uključuje nekoliko Isusovih prispodoba, ali njima gotovo uvijek nedostaje neki od interpretativnih elemenata pronađenih u kanonskim evanđeljima. Tako tu nema alegorijskih oznaka, ni upućivanja na budućnost ili konac vremena.